# Bernd Patzke
Bernd Patzke (Berlín, Alemania nazi, 14 de marzo de 1943) es un exjugador y exentrenador de fútbol alemán. En su etapa como jugador profesional se desempeñaba como defensa.

## Selección nacional
Fue internacional con la selección de Alemania Federal en 24 ocasiones. Formó parte de la selección subcampeona de la Copa del Mundo de 1966, pese a no haber jugado ningún partido durante el torneo. También fue convocado para disputar la Copa Mundial de 1970, donde Alemania Federal obtuvo el tercer lugar.

### Participaciones en Copas del Mundo
| Mundial                        | Sede       | Resultado    | Partidos | Goles |
| ------------------------------ | ---------- | ------------ | -------- | ----- |
| Copa Mundial de Fútbol de 1966 | Inglaterra | Subcampeón   | 0        | 0     |
| Copa Mundial de Fútbol de 1970 | México     | Tercer lugar | 3        | 0     |

## Equipos

### Como jugador
| Equipo            | País             | Año       |
| ----------------- | ---------------- | --------- |
| Standard de Lieja | Bélgica          | 1962-1964 |
| TSV 1860 Múnich   | Alemania Federal | 1964-1969 |
| Hertha BSC        | Alemania Federal | 1969-1972 |
| Durban City FC    | Sudáfrica        | 1972-1973 |
| Hellenic FC       | Sudáfrica        | 1973-1974 |
| TSV 1860 Múnich   | Alemania Federal | 1974      |

### Como entrenador
| Equipo                            | País             | Año       |
| --------------------------------- | ---------------- | --------- |
| ESV Ingolstadt                    | Alemania Federal | 1974-1975 |
| FK Pirmasens                      | Alemania Federal | 1977-1978 |
| TSV 1860 Múnich                   | Alemania Federal | 1983-1984 |
| Selección nacional                | Omán             | 1990-1992 |
| Tennis Borussia Berlin (interino) | Alemania         | 1993      |

## Palmarés

### Campeonatos nacionales
| Título     | Equipo            | País             | Año  |
| ---------- | ----------------- | ---------------- | ---- |
| Division 1 | Standard de Lieja | Bélgica          | 1963 |
| Bundesliga | TSV 1860 Múnich   | Alemania Federal | 1966 |

## Condecoraciones
| Distinción      | Año  |
| --------------- | ---- |
| Laurel de Plata | 1966 |